# Barry Tuckwell
Pour les articles homonymes, voir Tuckwell.
Barry Emmanuel Tuckwell, né le 5 mars 1931 à Melbourne et mort le 16 janvier 2020 dans la même ville, est un corniste et chef d'orchestre australien qui a exercé la majeure partie de sa vie professionnelle au Royaume-Uni et aux États-Unis. Il est généralement considéré comme l'un des plus grands cornistes du monde.  

## Jeunesse et scolarité
Barry Tuckwell naît le 5 mars 1931 à Melbourne, fils de Charles Tuckwell, organiste et de sa femme Elizabeth. Il a une sœur aînée, Patricia, violoniste et mannequin largement connue sous le nom de Bambi, qui deviendra comtesse de Harewood à la suite de son second mariage avec un cousin germain de la reine Elizabeth II. 
Après avoir étudié le piano, l'orgue et le violon en tant que choriste à la cathédrale Saint-André de Sydney, Barry Tuckwell est initié au cor à l'âge de 13 ans et devient professionnel six mois plus tard. Il étudie au Conservatoire de musique de Sydney sous la direction d'Alan Mann, l'un des cuivristes les plus influents d'Australie. 
Barry Tuckwell racontait une anecdote concernant le choix de son instrument : assis un jour dans un café avec sa sœur Patricia, le chef d'orchestre Charles Mackerras et un corniste de l'orchestre symphonique local, Patricia spéculait sur ce que pourrait être l'avenir de son frère dans la musique. Le corniste suggéra : « Pourquoi ne pas essayer le cor ? » Tuckwell se lança et, en l'espace de deux ans, il jouait au Sydney Symphony Orchestra. Avec son humour bien particulier, en racontant cette anecdote lors du festival de la British Horn Society en 2005, il se tourne vers le public et dit : « Une note à la fois, c'est du gâteau ! » Le cor est souvent considéré comme l'un des instruments d'orchestre les plus difficiles à maîtriser. 

## Carrière d'artiste

### Musicien d'orchestre
À 15 ans, Tuckwell est nommé par Joseph Post comme troisième cor du Melbourne Symphony Orchestra. Un an plus tard, il rejoint l'Orchestre symphonique de Sydney sous la direction d'Eugène Goossens, où il reste trois ans et demi avant de partir pour l'Angleterre. Sa première nomination en 1951 est avec le Hallé Orchestra, dirigé par John Barbirolli. Après deux ans, il entre au Scottish National Orchestra sous la direction de Karl Rankl et un an plus tard au Bournemouth Symphony Orchestra dirigé par Charles Groves. En 1955, il est nommé premier cor du London Symphony Orchestra. 
Au cours de ses 13 années au LSO, un orchestre autogéré par les musiciens, il est élu au conseil d'administration et est président du conseil pendant six ans. Pendant cette période il joue sous la direction des chefs d'orchestre Josef Krips, Pierre Monteux, István Kertész et André Previn. 

### Soliste
Il démissionne de l'orchestre en 1968 pour poursuivre une carrière de soliste et de chef d'orchestre. Au cours des trente années suivantes, il se forge une carrière exclusivement en tant que soliste — l'un des rares virtuoses du cor à l'avoir fait[réf. nécessaire] — plutôt que de combiner des concerts occasionnels avec un poste dans un orchestre ou un poste d'enseignement. 
À 65 ans, il décide de prendre sa retraite, après avoir fait son dernier concert avec le Baltimore Symphony Orchestra, en 1997. 
Il est l'un des cornistes solistes les plus enregistrés, avec plus de 50 enregistrements. Il est sélectionné 3 fois aux Grammy Awards, en 1972, 1974 et en 1979. 

### Chambriste
En 1962, il forme un trio avec le violoniste australien Brenton Langbein et la pianiste australienne Maureen Jones pour une représentation du Trio pour cor, violon et piano de Don Banks, commandé par le Festival d'Édimbourg. Le trio joue ensemble pendant de nombreuses années, effectuant des tournées en Europe, en Asie et en Australie, jusqu'à la mort de Brenton Langbein. Ils enregistrent le Trio de Banks, le Trio de Brahms et les Quatre Petites Pièces de Charles Koechlin pour les disques Tudor. 
Il forme également un quintette à vent en 1968, qui fait aussi des tournées internationales. 

### Chef d'orchestre
Tuckwell est également bien connu comme chef d'orchestre, s'étant produit avec les principaux orchestres d'Europe et des États-Unis. Pendant quatre saisons, il est chef d'orchestre principal du Tasmanian Symphony Orchestra et fonde en 1982 le Maryland Symphony Orchestra. Il entretient une longue association avec le Royal Northern Sinfonia dont il est nommé chef invité à la suite d'une tournée acclamée de quatorze concerts en Amérique du Nord. 
En tant que chef d'orchestre il enregistre trois disques avec l'Orchestre symphonique de Londres, de musique de Dvořák, Elgar et Wagner. Plus tard, il dirige le West Australian Symphony Orchestra sur un enregistrement ABC Classics des concertos pour cor de Mozart avec le soliste Lin Jiang, puis le Queensland Symphony Orchestra sur un enregistrement Melba Recordings de concertos pour cor avec Ben Jacks. 

## Enseignement
Barry Tuckwell est connu pour ses classes de maître. Il est artiste en résidence au Dartmouth College ainsi qu'au Pomona College aux États-Unis. Il est professeur de cor à la Royal Academy of Music de Londres de 1963 à 1974. Il est professeur invité émérite au Peabody Institute de Baltimore dans les années 1980 et 1990. Il occupe le poste de professeur à l'Université de Melbourne et accueille pendant plusieurs années le Barry Tuckwell Institute annuel de la Colorado Mesa University à Grand Junction, aux États-Unis. 

## Écrits
Barry Tuckwell écrit trois livres importants sur le cor et sa technique de jeu. Pour les Guides musicaux de Yehudi Menuhin, il écrit le volume consacré au cor (1983). Son manuel de référence Playing the Horn (1978) est publié par Oxford University Press, tout comme Fifty First Exercises.

## Œuvres composées pour Tuckwell
De nombreux compositeurs ont écrit des œuvres pour Barry Tuckwell, dont Oliver Knussen (1994), Don Banks, Gunther Schuller, Robin Holloway (1980) et Thea Musgrave (1971) qui lui ont écrit des concertos. Dans la dernière œuvre le corniste doit jouer en quarts de ton.
En outre Herbert Willi (en) compose pour lui un Trio (1992), Iain Hamilton (Sonata noturna avec piano et Voyage avec orchestre) et Alun Hoddinott une sonate avec piano (1971). Richard Rodney Bennett a composé Acteon (1977) pour cor et grand orchestre à la demande de Barry Tuckwell,.

## Décorations
- Officier de l'ordre de l'Empire britannique, 1965
- Compagnon de l'ordre d'Australie, 1992[13]

## Distinctions
Parmi les nombreuses autres distinctions qu'il a reçues figurent le titre de docteur honoris causa en musique de l'université de Sydney, l'appartenance au Royal College of Music, à la Royal Society of Arts, la médaille George Peabody pour contributions exceptionnelles à la musique en Amérique, la médaille Andrew White du Loyola College, le prix du Harriet Cohen Memorial, le prix JC Williamson et, plus tard, le prix Sir Bernard Heinze pour sa contribution exceptionnelle à la musique en Australie. 
Barry Tuckwel est également membre honoraire de la Royal Academy of Music et de la Guildhall School of Music and Drama de Londres. 
Il est le premier président de l'International Horn Society, président d'honneur de la British Horn Society et parrain du Melbourne International Festival of Brass. 
Il devient en 1988 mécène national de Delta Omicron, une fraternité musicale professionnelle internationale. 
En 2007, Barry Tuckwell reçoit le prix JC Williamson pour le travail de sa vie dans l'industrie du spectacle vivant. 

## Décès
Barry Tuckwell meurt à Melbourne à l'âge de 88 ans, le 16 janvier 2020, des complications d'une cardiopathie,. 